# Dioctria aestivis
Dioctria aestivis är en tvåvingeart som beskrevs av Esipenko 1970. Dioctria aestivis ingår i släktet Dioctria och familjen rovflugor. Inga underarter finns listade i Catalogue of Life.